# Omar Hamenad
Omar Hamenad (ur. 7 lutego 1969 w Tizi Wuzu) – piłkarz algierski grający na pozycji bramkarza. W swojej karierze rozegrał 30 meczów w reprezentacji Algierii.

## Kariera klubowa
Karierę piłkarską Hamenad rozpoczął w klubie JS Kabylie. W jego barwach zadebiutował w sezonie 1986/1987 w pierwszej lidze algierskiej. W JS Kabylie grał do 1997 roku. Wygrał z nim Ligę Mistrzów w 1990 roku, Puchar Zdobywców Pucharów w 1995 roku, dwukrotnie Puchar Algierii w latach 1992 i 1994 oraz jeden raz Superpuchar Algierii w 1992 roku. Trzykrotnie był z JS Kabylie mistrzem kraju w latach 1989, 1990, 1995.
W 1997 roku Hamenad odszedł do MC Algier. W 1999 roku wywalczył z nim mistrzostwo kraju. W latach 1998 i 1999 zdobył Puchar Ligi Algierskiej. W 2000 roku został zawodnikiem JSM Béjaïa, a w sezonie 2001/2002 grał w RC Kouba. W latach 2002–2006 występował w WA Tlemcen. W sezonie 2006/2007 był piłkarzem CA Batna, a w sezonie 2007/2008 – MSP Batna, w którym zakończył karierę.

## Kariera reprezentacyjna
W reprezentacji Algierii Hamenad zadebiutował w 1995 roku. W swojej karierze trzykrotnie był powoływany do kadry na Puchar Narodów Afryki: w 1996, 1998 i 2000. Zagrał jedynie w 3 meczach w 1998 roku: z Gwineą (0:1), z Burkina Faso (1:2) i z Kamerunem (1:2). W kadrze narodowej od 1995 do 2000 roku rozegrał 30 meczów.